# Mendeja
Mendeja (oficialmente en euskera: Mendexa) es un municipio de la provincia de Vizcaya (País Vasco) España.
Situado en una zona verde sobre el mar, es un municipio costero que vive de espaldas al mar, buscando en el campo el refugio que le niegan los acantilados.

## Toponimia
En la época medieval, tiempos de Alfonso el Casto, que reinó desde el 795 hasta el 843, se asentaron en estas sus tierras los linajes de Licona y Mendeja (al primero de ellos pertenecía la abuela materna de Ignacio de Loyola.
Aunque probablemente los orígenes de Mendeja estuvieron vinculados a algún patrimonio feudal de Lequeitio. En la Baja Edad Media, Mendeja se configura como iglesia dependiente de Lequeitio. En 1545, tras duras pugnas con el Cabildo y el concejo de Lequeitio, Mendeja cuenta con parroquia propia, la iglesia de San Pedro Apóstol, surgiendo de esta desmembración eclesiástica la anteiglesia de Mendeja como unidad territorial independiente, repartido entre el pequeño núcleo de Zelaia y los barrios de Iturreta, Leagi y Likoa, todo un escenario que invita al paseo y el relajo.

## Demografía
Mendeja cuenta con una población de 424 habitantes (INE 2024).
| Gráfica de evolución demográfica de Mendeja entre 1842 y 2021 |
| |
| Población de derecho según los censos de población del INE Población de hecho según los censos de población del INEEn estos censos se denominaba Mendeja: 1842, 1857, 1860, 1877, 1887, 1897, 1900, 1910, 1920, 1930, 1940, 1950, 1960, 1970, 1981 y 1991 |

## Cultura

### Caseríos
El caserío tiene protagonismo en la arquitectura rural de Mendeja, mostrándose como un elemento de interés tanto histórico como etnográfico.
En el barrio de Likona, se encuentra el caserío del mismo nombre, el más antiguo del municipio, de principios del siglo XVI. Fue el solar originario del linaje al que pertenecía la abuela de San Ignacio de Loyola. Aunque ha sufrido varias reformas conserva elementos de su pasado. La fachada delantera muestra dos ventanas ojivales cegadas y en un lateral, sobre una antigua puerta con arco de medio punto, se puede apreciar el escudo de armas de los Likona: la cruz y dos estrellas.
Junto a este caserío se encuentra el Likona Adekoa, construido con estructura de roble, entre los siglos XVI y XVII.
En el barrio de Leagi, destaca el caserío Leagi Basterretxea, conocido como Gasparrena. Construido en el siglo XVIII, cuenta con gran soportal de arco de sillería. Otros caseríos que sobresalen en el barrio son los de Leagi Etxebarria y Algorta.

### Torres
La Torre de Leagi, situada en el barrio de su nombre, es un magnífico palacio barroco del siglo XVIII, a pesar de que sus orígenes se remontan a los de una casa-torre del siglo XVI. Edificio de sillería y mampostería con cubierta a cuatro aguas. Sobre la puerta principal el escudo de armas de la familia Leagi.

### Fiestas
- San Ignacio de Loyola, celebrado el 31 de julio;
- San Pedro ad Vincula, el 1 de agosto

## Administración y política
| Partido político                                             | 2023  | 2023  | 2023       | 2019  | 2019  | 2019       | 2015  | 2015  | 2015       | 2011  | 2011  | 2011       | 2007  | 2007  | 2007       |
| Partido político                                             | %     | Votos | Concejales | %     | Votos | Concejales | %     | Votos | Concejales | %     | Votos | Concejales | %     | Votos | Concejales |
| Euskal Herria Bildu (EH Bildu)-Bildu                         | 65,86 | 164   | 5          | 44,52 | 130   | 3          | 39,21 | 129   | 3          | 48,54 | 150   | 3          | –     | –     | –          |
| Euzko Alderdi Jeltzalea-Partido Nacionalista Vasco (EAJ-PNV) | 29,31 | 73    | 2          | 53,76 | 157   | 4          | 59,88 | 197   | 4          | 50,49 | 156   | 4          | 88,24 | 105   | 7          |
| Partido Popular del País Vasco (PP)                          | 0,40  | 1     | 0          | –     | –     | –          | –     | –     | –          | 0,00  | 0     | 0          | 3,36  | 4     | 0          |